# フレディ・ロビンソン
フレディ・ロビンソン（Freddie Robinson、またはFreddy Robinson、1939年2月24日 - 2009年10月8日）は、アメリカ合衆国のアフリカ系アメリカ人のブルース、R&Bギタリスト。シンガーソングライターやブルースハープ奏者としても活躍した。

## 略歴
テネシー州メンフィスに生まれる。本名はフレッド・ルロイ・ロビンソン（Fred Leroy Robinson）。さまざまなミュージシャンとの共演で特に知られ、1950年代から1960年代にかけてはリトル・ウォルターやハウリン・ウルフ、ジミー・ロジャーズと、1970年代にはジャズ・クルセイダーズやモンク・ヒギンズ、ブルー・ミッチェル、スタンリー・タレンタイン、ジョン・メイオールと、さらに1980年代にはボビー・ブランドらと共演した。録音会場や演奏旅行でサイドマンとして活動しただけでなく、ソロでも録音を行なった。
1970年代にイスラム教に改宗してからは、氏名をアブー・タリブ（Abu Talib）に改めたが、改名後も旧名で語られることが多い。最初の夫人に先立たれてから再婚し、2度の結婚で7児の父親になった。
2009年10月にカリフォルニア州ランカスターにて癌のために亡くなった。

## ディスコグラフィ

### リーダー・アルバム
- The Coming Atlantis (1968年、World Pacific) ※『Black Fox』として再発あり
- Hot Fun in the Summertime (1968年、World Pacific/Liberty)
- 『アット・ザ・ドライヴ・イン』 - At the Drive-In(1971年、Enterprise/Polydor/P-Vine)
- 『オフ・ザ・カフ』 - Off the Cuff (1973年、Enterprise/P-Vine)
- The Real Thing at Last (1994年、Son Pat)
- Bluesology (1999年、Ace)